# Anton Sergejewitsch Kokorin
Anton Sergejewitsch Kokorin (russisch Антон Сергеевич Кокорин; * 5. April 1987 in Taschkent, Sowjetunion) ist ein russischer Leichtathlet, der sich auf den 400-Meter-Lauf spezialisiert hat.
2006 nahm er an den Leichtathletik-Weltmeisterschaften der Junioren in Peking teil und erreichte im 400-Meter-Lauf das Halbfinale. Über dieselbe Distanz wurde er 2007 Russischer U23-Meister und Vierter bei den U23-Leichtathletik-Europameisterschaften in Debrecen.
Bei den Olympischen Spielen 2008 in Peking gewann er mit der russischen 4-mal-400-Meter-Staffel die Bronzemedaille. Mit einer Zeit 2:58,06 min. erzielte die Staffel einen russischen Landesrekord in dieser Disziplin. Jedoch wurde 2016 bei Nachtests dem Staffelteilnehmer Denis Alexejew Doping nachgewiesen und die Staffel nachträglich disqualifiziert.
Anton Kokorin hat bei einer Körpergröße von 1,84 m ein Wettkampfgewicht von 78 kg.

## Bestleistungen
- 400 m (Freiluft): 45,77 s, 10. September 2008, Rovereto
- 400 m (Halle): 47,12 s, 8. Februar 2006, Moskau